# 憎みきれないろくでなし
「憎みきれないろくでなし」（にくみきれないろくでなし）は、沢田研二の21枚目のシングル。1977年9月5日にポリドール・レコードより発売された。

## チャート成績
- 売り上げ記録は62万5000枚。
- TBSテレビ『ザ・ベストテン』では第1回放送（1978年1月19日放送）で第6位にランクインされた。

## 収録曲
- 全曲、作詞：阿久悠／作曲：大野克夫／編曲：船山基紀

1. 憎みきれないろくでなし（3分35秒）
2. 俺とお前（4分23秒）

## 参加ミュージシャン
- ケニー・ウッド・オーケストラ

## 沢田研二の関連作品
- 思いきり気障な人生